# 849 (číslo)
Osm set čtyřicet devět je přirozené číslo, které následuje po čísle osm set čtyřicet osm a předchází číslu osm set padesát. Římskými číslicemi se zapisuje DCCCXLIX.

## Matematika
849 je:
- Poloprvočíslo
- Deficientní číslo
- Nešťastné číslo

## Astronomie
- (849) Ara je planetka planetka hlavního pásu, kterou objevil v roce 1912 Sergej Ivanovič Beljavskij

## Roky
- 849
- 849 př. n. l.